# Hymenocephalus nesaeae
Hymenocephalus nesaeae is een straalvinnige vissensoort uit de familie van rattenstaarten (Macrouridae). De wetenschappelijke naam van de soort is voor het eerst geldig gepubliceerd in 2000 door Merrett & Iwamoto.